# Nedging
Nedging är en by (village) i civil parish Nedging-with-Naughton, i distriktet Babergh, i grevskapet Suffolk, i östra England. Den har en kyrka. Närmaste stad är Hadleigh. Byn nämndes i Domedagsboken (Domesday Book) år 1086, och kallades då Niedinga. År 1935 blev den en del av den då nybildade Nedging-with-Naughton. Nedging hade 155 invånare år 1931.